# 芳川村 (静岡県)
芳川村（ほうがわむら）は静岡県の西部、長上郡・浜名郡に属していた村である。
現在の浜松市中央区南東部、国道150号沿線にあたる。

## 地理
- 河川：天竜川、芳川

## 歴史
- 1889年（明治22年）4月1日 - 町村制の施行により、西伝寺村、東金折村、三河島村、金折村、都盛村、江川村、御給村、大柳村、鼠野村、八反畑村、下前島村、四本松村、立野村、向金折村、古川村、下中島村、豊田郡老間村が合併して長上郡芳川村が発足。
- 1896年（明治29年）4月1日 - 郡制の施行により所属郡が浜名郡に変更。
- 1954年（昭和29年）7月1日 - 浜松市に編入。同日芳川村廃止。
- 2007年（平成19年）4月1日 - 浜松市が政令指定都市に移行し、旧村域は南区の所属となる。
- 2024年（令和6年）1月1日 - 浜松市の行政区再編に伴い、旧村域が中央区となる。

## 交通

### 道路
- 国道150号

## 出身有名人
- 鈴木道雄（スズキ創業者）